# Metro van Turijn
Linea M1 Metropolitana (Metrolijn M1) is het enige metrotraject in de Italiaanse stad Turijn. Het geheel ondergrondse systeem bestaat uit één lijn waaraan 20 stations gelegen zijn. De metro werd geopend in februari 2006, exact op tijd voor de Olympische Winterspelen van 2006. Een bijzonderheid is dat het systeem automatische besturing heeft. De metro is van het type VAL, een volautomatisch metrosysteem met voertuigen op rubberbanden.

## Beschrijving

### Traject
De ondergrondse lijn heeft een lengte van 13,2 kilometer en voert vanuit de voorstad Collegno naar het centrum, langs spoorwegstations Porta Susa en Porta Nuova en kent als eindbestemming Bengasi. Op het terrein van het voormalige vliegveld Collegno bevindt zich de werkplaats. Even ten zuidwesten hiervan is de eerste halte, Fermi, waarbij een grote P+R-faciliteit is aangelegd. Vanaf het volgende station (Paradiso) volgt het tracé enkele stations de Corso Francia, een brede weg. Bij treinstation Porta Susa maakt het spoor een scherpe bocht naar rechts. Hierna verloopt de lijn in zuidelijke richting tot station Vinzaglio, om tot slot de Corso Vittorio Emanuele II te volgen tot Porta Nuova, het andere belangrijke treinstation van Turijn. Bij dit station ligt ook het drukke Piazza Carlo Felice.
In 2000 werd overeengekomen om de metro in zuidelijke richting te verlengen tijdens een tweede bouwfase. Op 6 maart 2011 werden de nieuwe stations geopend. Vanuit Porta Nuova (ten oosten van het treinspoor) verloopt de tunnel zuidwaarts richting Lingotto. De bouw van deze 3,9 km lange uitbreiding met zes nieuwe stations begon in de lente van 2006. Voor dit bouwproject was een bouwbedrag van 966 miljoen euro begroot.
In 2021 is een verlenging afgerond van station Lingotto naar het nieuwe eindpunt Bengasi.

### Stations
De stations liggen gemiddeld 16 meter onder het maaiveld en vormen een strakke eenheid in stijl. Zij hebben vrijwel allemaal dezelfde afmetingen: een lengte van 60 meter en een breedte van 19 meter. Alleen het station Porta Nuova en het station Porta Susa zijn groter uitgevoerd. De ontwerpen waren in handen van Bernhard Kohn & Associés. De aanwezige kunst heeft als onderwerp de persoon naar wie het station vernoemd is of zaken uit de directe omgeving: lokale geschiedenis of Turijnse bezienswaardigheden.
Zoals bij veel geautomatiseerde metrosystemen, zijn de perrons afgesloten van de rails waarop de voertuigen rijden met perrondeuren. De glazen deuren zijn geplaatst over de gehele lengte van het perron en openen synchroon met de deuren van een stoppende metrotrein.

## Bouw
De tunnels van het systeem zijn door een tunnelboormachine (doorsnede 7,8 meter) gegraven.
Bij de bouw van de stations is een andere methode gebruikt, de wanden-dakmethode, hier zijn eerst diepwanden en pilaren in de grond gemaakt. Op deze diepwanden is een plaat beton aangelegd, daarna werden de stations pas uitgegraven. Dit systeem werd gekozen zodat tijdens de eigenlijke bouw van de stations het straatverkeer weinig overlast ondervindt omdat het over de plaat op maaiveldniveau kan rijden.

## Techniek en dienstvoering
De voertuigen van de metro zijn broertjes van de metro van Rijsel, het eerste VAL-systeem. Alle afmetingen zijn exact overgenomen. De treinen hebben een totale lengte van 52 meter, een breedte van 2,08 m en bestaan uit twee enkelgelede rijtuigen. Volgens de voorschriften kunnen er 440 reizigers mee per trein. Opvallend is dat de metrotunnel verlicht is, wat goed te zien is vanaf de voorste zitplaatsen.
De metro van Turijn rijdt met een interval van vier tot zes minuten, tijdens de spits zelfs iedere twee minuten.

## Toekomst
Er bestaan lange-termijnplannen om de metro te verlengen in westelijke richting, die zelfs de A55 zou dienen te passeren. Dit is een voorstudie uitgevoerd.

## Galerij

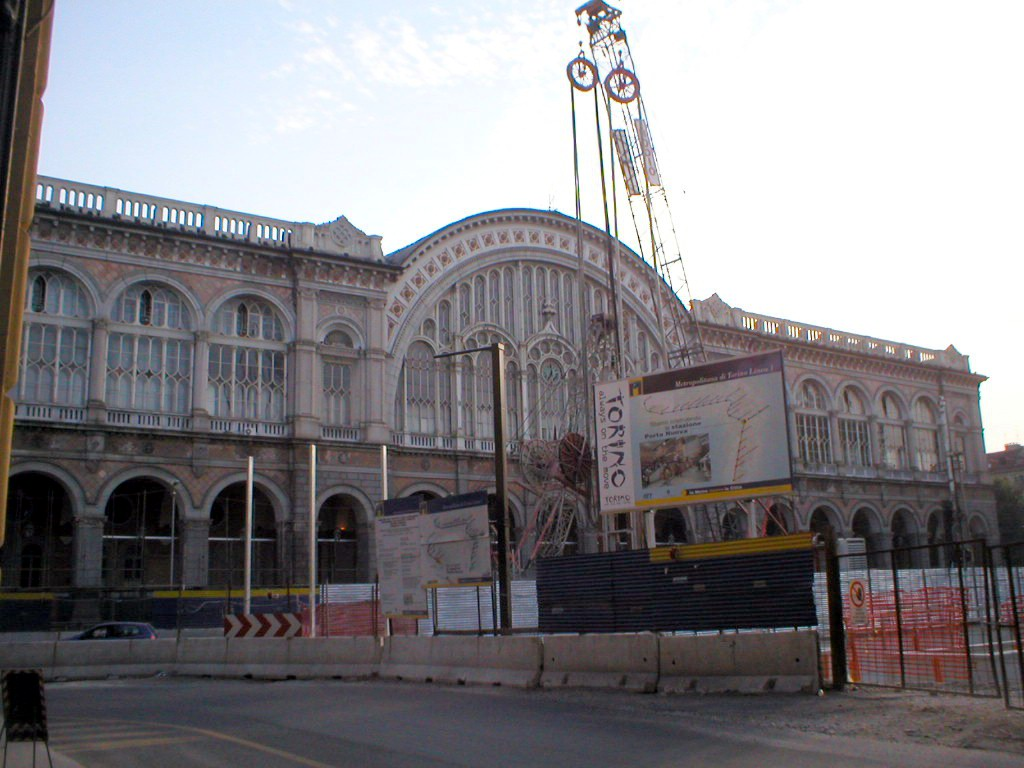
Bouwwerkzaamheden voor treinstation Porta Nuova
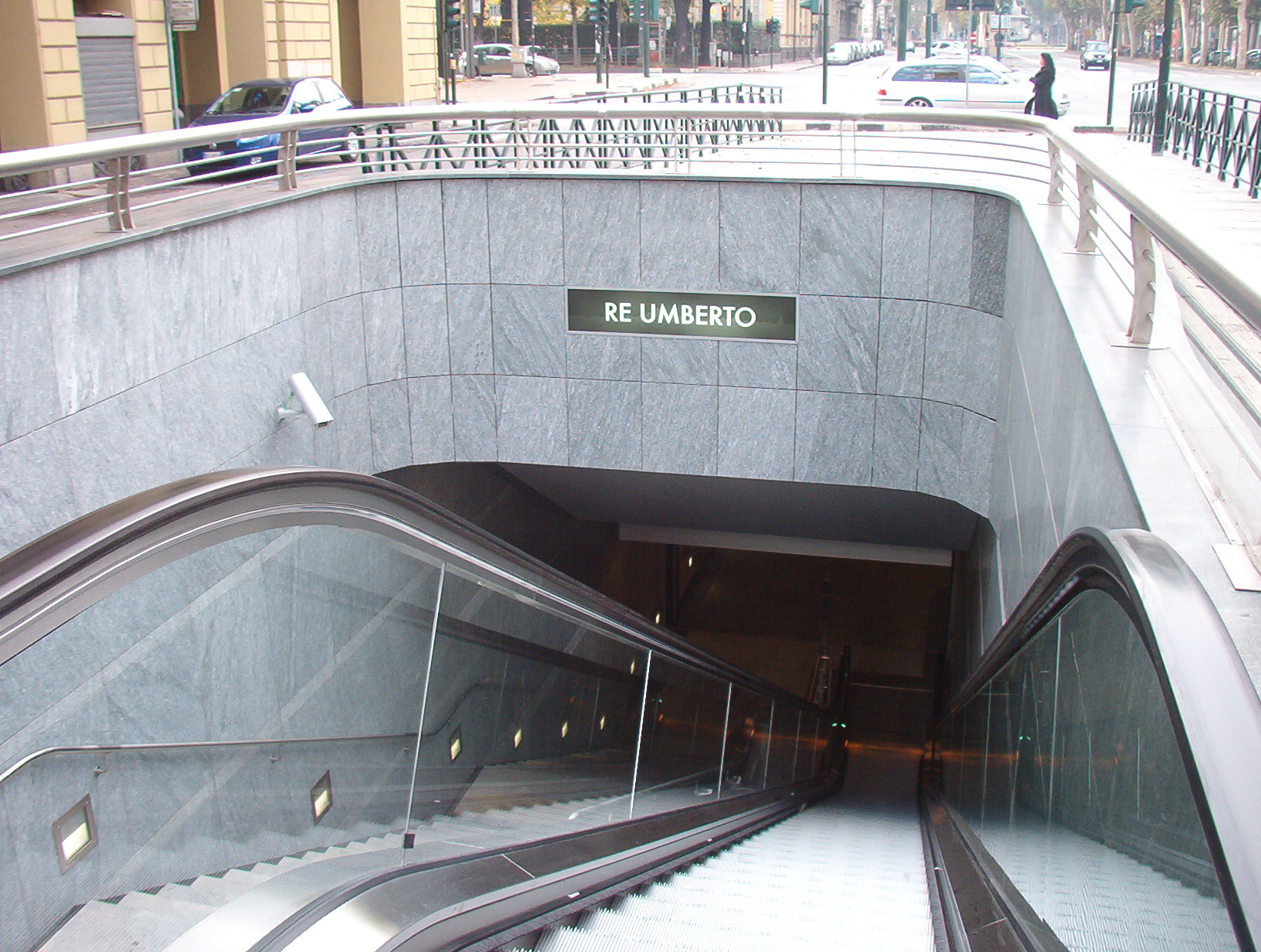
Entree naar station Re Umberto
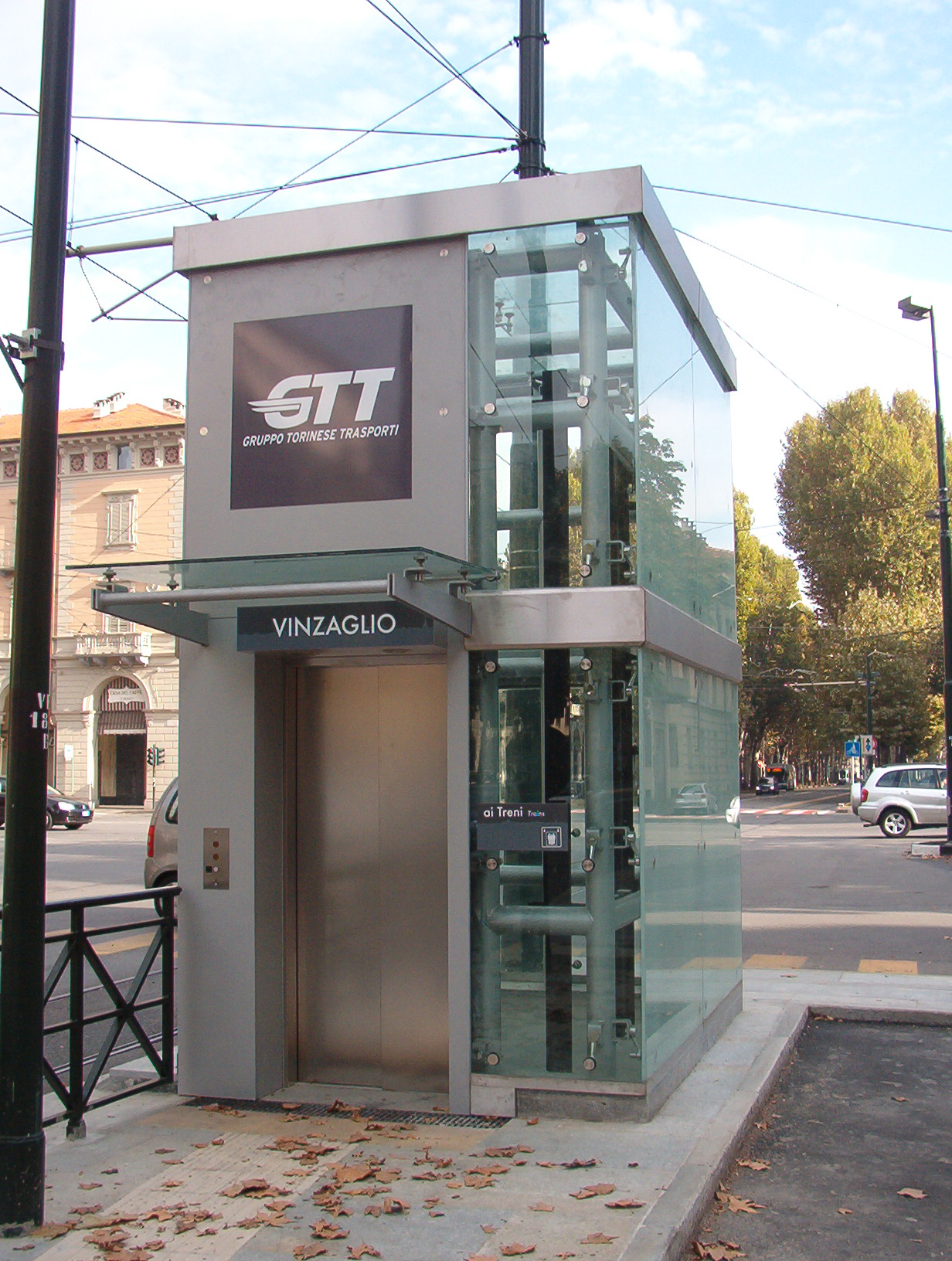
Lift bij station Vinzaglio
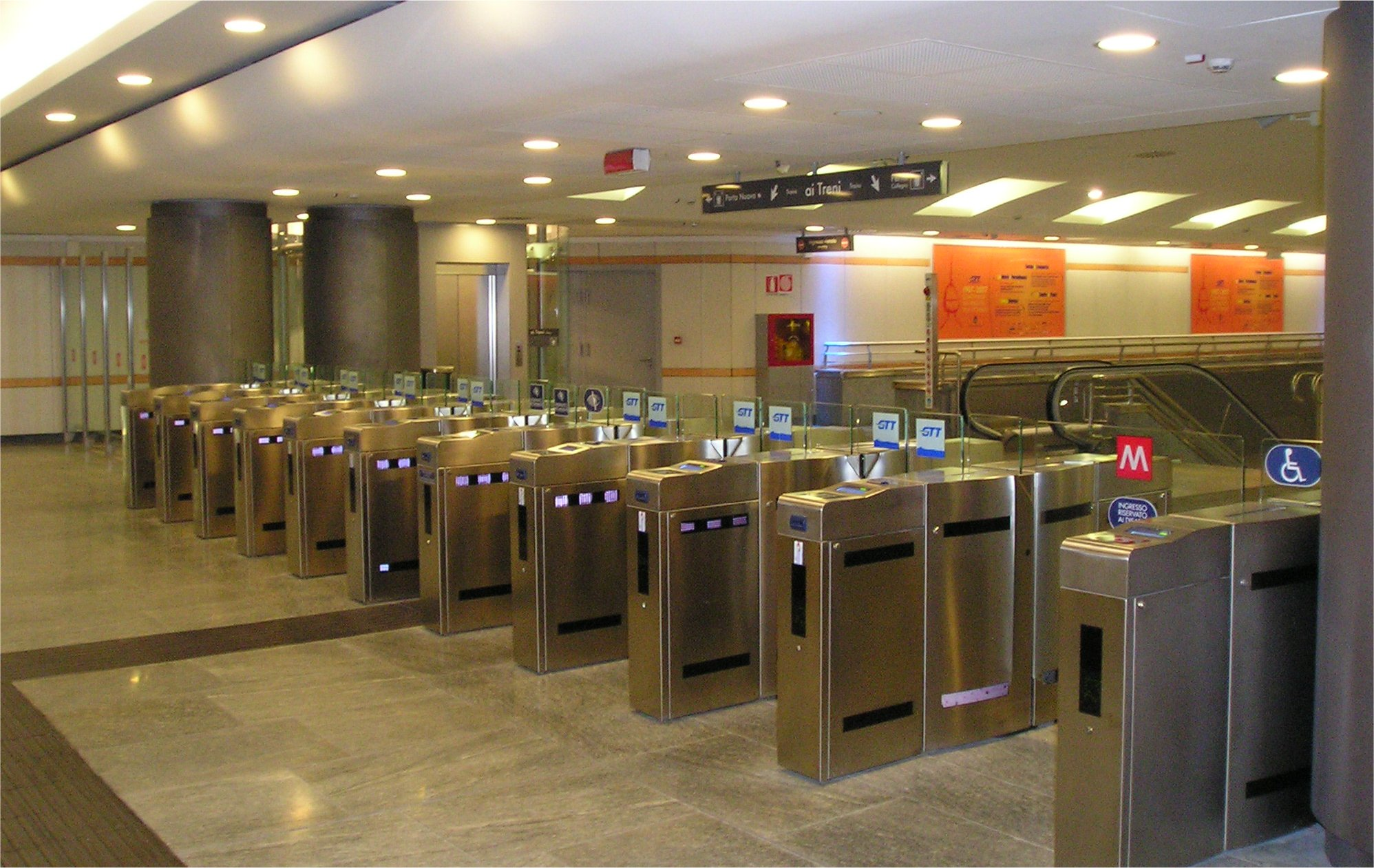
Tourniquets (Tornelli di ingresso)
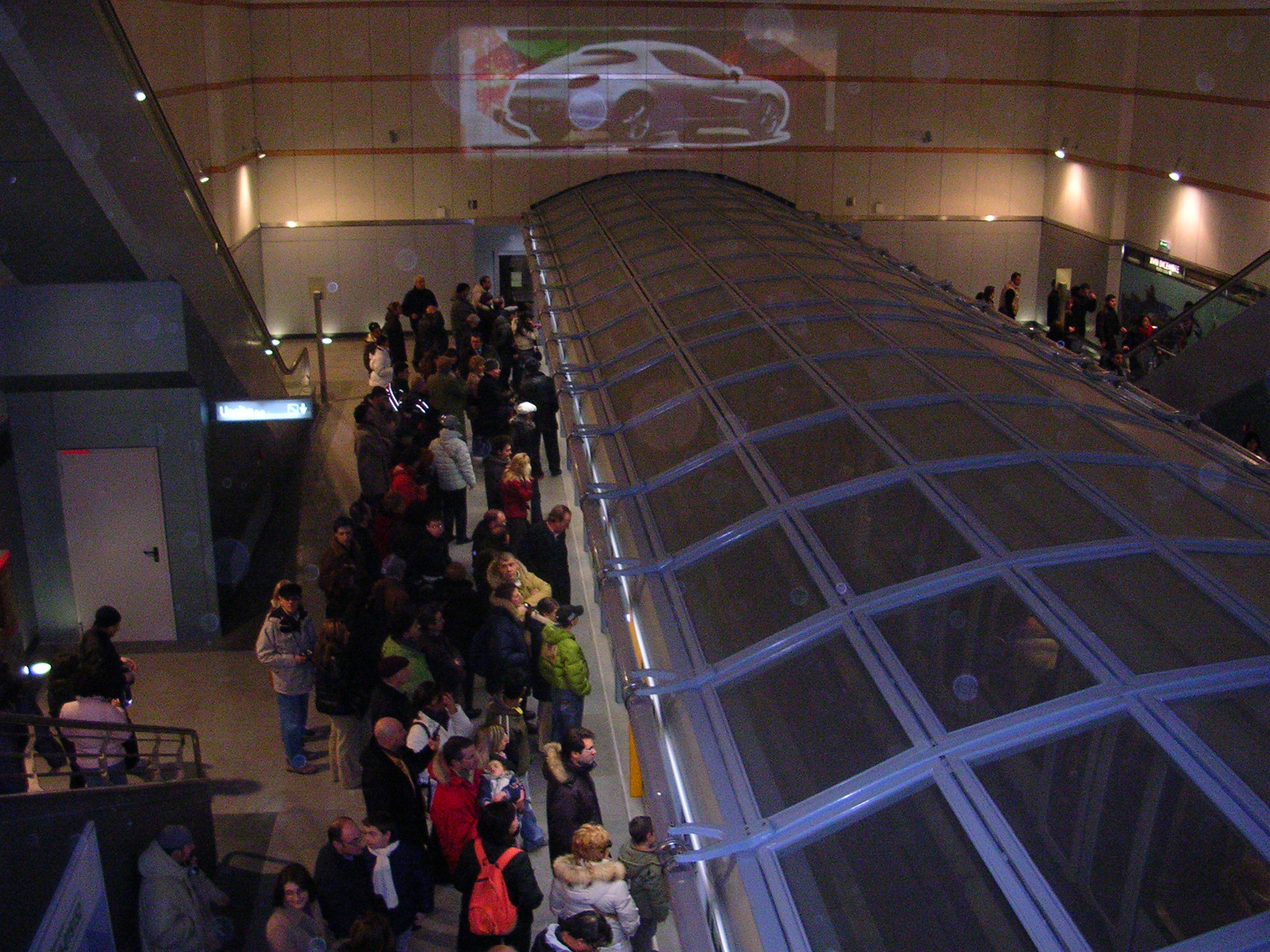
Station XVIII Dicembre
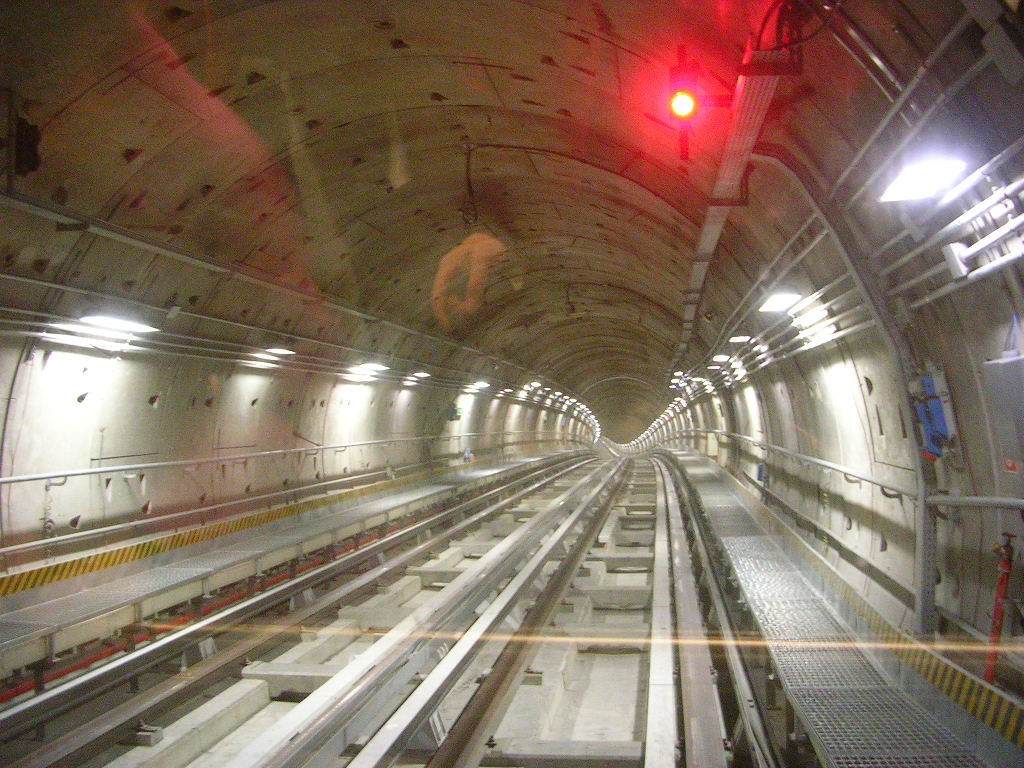
De verlichte metrotunnels zijn goed zichtbaar vanaf de voorste zitplaatsen